# بخش بوجپور، نپال
بخش بوجپور (به لاتین: Bhojpur District) یک بخش در نپال است که در استان شماره ۱ واقع شده‌است. بخش بوجپور ۱٬۵۰۷ کیلومتر مربع مساحت و ۱۸۲٬۴۵۹ نفر جمعیت دارد.